# SPUR (雑誌)
SPUR（シュプール）は、集英社が発売している女性向けファッション雑誌。月刊誌で、毎月23日発売。

## 概要
1989年創刊。モード系雑誌に分類され、欧州名門ブランド、各シーズンのコレクションショー、最新トレンドアイテムに関する情報に強いのが特徴。
ページ数は、240～500ページ程度と、号によってばらつきがみられる。誌面後半の約1/4が特定スポンサーとのタイアップ（記事広告）で、号によっては約80ページをタイアップが占めることもある。
毎年3・9月号には、各ブランドのバッグと靴の新作を紹介する別冊付録が付属しているほか、その他の号でもウェディング、観光スポットなど、多彩な内容の別冊付録が展開される。また、「SPUR PINK」・「SPUR white」（2012年以降年2回の別冊付録）などの増刊号が不定期に発売されている。
2009年までハイライフ・ハイカルチャーを扱った増刊号「SPUR LUXE」も発売されていた。3・6・9・11月の各1日発売。
同じ集英社から発売され、対象年齢が近い雑誌には「BAILA」「MORE」「MAQUIA」などがある。

### ジョジョの奇妙な冒険
2011年以降、荒木飛呂彦作で同じ集英社の漫画誌に連載されている『ジョジョの奇妙な冒険』とのコラボレーション企画が不定期に行われている。
いずれもイタリアのファッションブランド・グッチに関するもので、初出は同社の創立90周年を記念した2011年10月号別冊付録漫画『岸辺露伴 グッチへ行く』。続く号のグッチ商品に関する特集に荒木へのインタビューを掲載したり、グッチ新宿店で荒木作品の展示を実施した。また、2012年には別冊付録漫画第2弾として、2013年2月号にて『徐倫、GUCCIで飛ぶ』が発表された。

## 同一ジャンルでのライバル誌
日本国内のみ。
- GINZA（マガジンハウス）
- FIGARO japon（阪急コミュニケーションズ）
- VOGUE JAPAN（コンデナスト・パブリケーションズ）
- ELLE japon（ハースト婦人画報社）
- Numéro TOKYO（扶桑社）